# Ialaxé
Ialaxé (em iorubá: ìyá-laṣè) é o título dado à ocupante do mais alto posto hierárquico da casa. Se for um homem, será babalaxé.